# Marathon van Parijs 1980
De marathon van Parijs 1980 werd gelopen op zaterdag 18 mei 1980. Het was de vijfde editie van deze marathon. De start was vanaf de Champs Elysées.
De wedstrijd werd bij de mannen gewonnen door de Fransman Sylvain Cacciatore in 2:25.50. Hij had slechts een kleine voorsprong op de Italiaan Maurizio Durante, die de wedstrijd in 2:26.08 volbracht. De snelste vrouw was Gillian Horovitz uit Groot-Brittannië. Zij voltooide het parcours in 2:49.42.
In totaal kwamen 5274 deelnemers aan de finish.

## Uitslagen

### Mannen
| rang   | naam               | land | tijd    |
| ------ | ------------------ | ---- | ------- |
| Goud   | Sylvain Cacciatore | FRA  | 2:25.50 |
| Zilver | Maurizio Durante   | ITA  | 2:26.08 |
| Brons  | Roland Marquet     | FRA  | 2:26.51 |
| 4      | Michel Bigot       | FRA  | 2:27.09 |
| 5      | Bernard Caraby     | FRA  | 2:27.12 |
| 6      | Maurice Hereau     | FRA  | 2:27.48 |
| 7      | Andre Lacour       | FRA  | 2:31.25 |
| 8      | Olivier Bourdon    | FRA  | 2:31.58 |
| 9      | Yves Renouvel      | FRA  | 2:32.07 |
| 10     | Fee Maddison       | GBR  | 2:33.39 |

### Vrouwen
| rang | naam             | land | tijd    |
| ---- | ---------------- | ---- | ------- |
| Goud | Gillian Horovitz | GBR  | 2:49.42 |

1976 ·
1977 ·
1978 ·
1979 ·
1980 ·
1981 ·
1982 ·
1983 ·
1984 ·
1985 ·
1986 ·
1987 ·
1988 ·
1989 ·
1990 ·
1991 ·
1992 ·
1993 ·
1994 ·
1995 ·
1996 ·
1997 ·
1998 ·
1999 ·
2000 ·
2001 ·
2002 ·
2003 ·
2004 ·
2005 ·
2006 ·
2007 ·
2008 ·
2009 ·
2010 ·
2011 · 
2012 · 
2013 ·
2014 ·
2015 ·
2016 ·
2017